# 3300 McGlasson
3300 McGlasson è un asteroide della fascia principale. Scoperto nel 1928, presenta un'orbita caratterizzata da un semiasse maggiore pari a 3,1614231 UA e da un'eccentricità di 0,2080686, inclinata di 18,76042° rispetto all'eclittica.
L'asteroide è dedicato all'astronomo statunitense Van McGlasson.